# Neuropatia diabètica
Es denomina neuropatia diabètica a un conjunt de neuropaties que s'associen amb la diabetis mellitus. Les causes són multifactorials, i estan relacionades amb la hiperglucèmia i la deficiència d'insulina. El seu gènesi es relaciona amb complexes interaccions metabòliques, vasculars, neurotrófiques i autoinmunitaries que generen inflamació, mal funcionament i, finalment, mal permanent de les fibres nervioses perifèriques. La forma més comuna de neuropatia diabètica és la polineuropatia simètrica distal o neuropatia de fibres llargues.

## Història
La neuropatIa diabètica es coneix des de l'antiguitat. En el segle iii o IV, el metge indi Súsruta, va deixar la primera descripció d'aquesta complicació de la diabetis en el text Súsruta-samjita. L'any 1798, John Rollo va descriure el compromís neurològic en els pacients amb diabetis. L'any 1848, Claude Bernard assegurava que la diabetis era una malaltia neurològica amb complicacions metabòliques secundàries. El 1864, Marchal de Calvi va establir que la malaltia neurològica era una complicació de la diabetis i no a l'inrevés. El 1885, Frederick Pavy, realitza una descripció exacta de la neuropatía diabètica. L'any 1893, es realitza la primera classificació d'aquesta entitat.

## Epidemiologia
La diabetis és la principal causa de la neuropatia en països desenvolupats, i la neuropatia és la complicació més comuna i després de l'arterioesclerosi, la causa més important de morbiditat i mortalitat en pacients diabètics. S'estima que la prevalença de la neuropatia en pacients diabètics és d'aproximadament 20%. La neuropatia diabètica implica un 50-75% d'amputació no-traumàtica d'extremitats inferiors. El factor de risc principal per a desenvolupar neuropatia diabètica és l'hiperglucèmia. En l'estudi de DCCT (Control de diabetis i les seves complicacions, 1995), la incidència anual de la neuropatia era el 2% per any, però ha disminuït fins a 0.56% amb el tractament intensiu a pacients diabètics del tipus 1. La progressió de la neuropatia depèn del grau de control glucèmic en les diabetis tipus 1 i el tipus 2. El temps d'evolució de la diabetis, l'edat, tabaquisme, hipertensió, altura i dislipèmia són també factors de risc per a la neuropatia diabètica. En la major part dels pacients, la neuropatia és de causa desconeguda, és a dir, d'origen idiopàtic. Altres causes conegudes inclouen els factors genètics i agents químics tals com fàrmacs de quimioteràpia i VIH.